# Лаптєвка (притока Пестері)
Ла́птєвка (рос. Лаптевка) — річка в Удмуртії (Селтинський район), Росія, права притока Пестері.
Річка починається з підніжжя гори за 4 км на схід від села Валамаз. Тече спочатку на північний схід, потім повертає схід і під кінець трохи зміщується в південно-східному напрямку. Впадає до Пестері за 1 км від її гирла на кордоні з Ігринським районом. Течія повністю протікає через ліси. Приймає декілька дрібних приток.
Над річкою не розташовано населених пунктів, але її кілька разів перетинає вузькоколійна залізниця трофорозробок.